# Anyang Halla
 (novembre 2016).
Si vous disposez d'ouvrages ou d'articles de référence ou si vous connaissez des sites web de qualité traitant du thème abordé ici, merci de compléter l'article en donnant les références utiles à sa vérifiabilité et en les liant à la section « Notes et références ».
 (novembre 2016).
Anyang Halla (안양 한라) (fondé à Séoul en Corée du Sud en 1994 sous le nom de Mando Winia) est un club de hockey sur glace évoluant dans l'Asia League.

## Histoire
Initialement connu sous le nom de Mando Winia d'après le nom d'une sous-compagnie du groupe Halla, le commanditaire du club, le club domina le Championnat de Corée du Sud de hockey sur glace en remportant 5 titres (1996, 1997, 1998, 2001 et 2003). En 1998, le club prit le nom de Halla Winia lorsque la compagnie de fabricant de climatiseurs Winia devint propriétaire du club.
Lorsque la ligue cessa ses activités, Halla Winia, qui avait préalablement absorbé ses anciens rivaux de Dong-Won Dreams, rejoint la toute nouvelle Asia League en tant qu'un des cinq clubs fondateurs, terminant 3e avec une fiche de 6 victoires et 10 défaites, ratant les séries éliminatoires qui, pour la saison inaugurale, se limitaient aux deux premiers du classement général.
La saison suivante, avec Esa Tikkanen comme joueur et entraîneur, l'équipe cumula 17 victoires (plus une en surtemps) et 18 défaites (en plus d'une en surtemps) et récoltant 5 matches nuls et une différence de buts positive. Ce ne fut cependant pas suffisant, le club terminant 5e sur 8 et ratant les séries une fois de plus. L'équipe montra néanmoins une progression très marquée au cours de la saison, grâce à l'expérience et au savoir-faire de Tikkanen et de ses vétérans compatriotes Marko Poulsen et Vesa Ponto.
Comme Winia ne renouvela pas son partenariat avec l'équipe, Anyang Halla prit son nom actuel en entrant dans la saison 2005-2006. Le nouvel entraîneur-chef tchèque Otakar Vejvoda amena avec lui ses compatriotes Patrik Martinec, Jaroslav Nedved et Zdenek Nedved, qui firent immédiatement sentir leur présence au sein d'un club grandement amélioré, mais toujours majoritairement coréen. L'équipe connut effectivement beaucoup de succès, terminant second au terme de la saison régulière avec une fiche de 25-10-0-3 en 38 matches, bonne pour 78 points, tout en établissant un record de la ligue pour le plus grand nombre de victoires consécutives avec 17, s'étalant du 26 octobre 2005 au 8 janvier 2006. Ils s'assurent un laissez-passer pour le second tour des séries d'après saison. Autre point positif pour Anyang, Song Dong-hwan s'empara du championnat des buteurs de la ligue avec 32 buts, trois de mieux que Masashi Sato des Nippon Paper Cranes. Anyang affronta Kokudo en séries; le club dut s'incliner devant l'équipe japonaise, qui devint plus tard championne de la ligue.
Le club connut cependant une saison 2006/2007 plus difficile, terminant 5e avec une fiche de 16-16-2-1. Si Patrik Martinec termina au premier rang des marqueurs de la ligue avec 71 points et si les Tchèques furent encore dominants au sein de la ligue, le club ne put répéter ses exploits de la saison précédente. Leur as buteur Song rata toute la saison et ce fut Kim Han-Sung qui fut le meilleur à ce chapitre, marquant tout de même 11 buts de moins que Song la saison précédente. Le club affronta leur rivaux Coréens de Kangwon Land au premier tour des séries ; Kangwon disposa d'Anyang pour avancer au tour suivant.
Lors de la saison 2009-2010, le club remporta le championnat de la ligue devenant ainsi le premier club champion de l'Asia League qui ne provenait pas du Japon.
Il remporte le championnat lors de la saison 2022-2023, lors du cinquième match des séries.